# Belkis Concepción
Belkis María Altagracia Concepción Hernández (* 20. Juni 1961 in Santo Domingo) ist eine dominikanische Sängerin.
Concepción suchte die Klosterschule Santa Luisa de Marillac und nahm Klavierunterricht am Conservatorio Nacional de Música. Später studierte sie Jura an der Universidad Nacional Pedro Henríquez Ureña. Ihre musikalische Laufbahn begann sie zwölfjährig als Pianistin einer aus Mitschülerinnen bestehenden Musikgruppe namens Las Muchachas.
1976 gründete sie eine neue aus Mädchen bestehende Musikgruppe mit gleichem Namen, die bei öffentlichen Veranstaltungen, privaten Feiern und auch im Fernsehen auftrat. Mit Instrumentalistinnen der Escuela Iris Del Valle gründete sie 1979 eine weitere Frauengruppe, die in Yaqui Núñez del Riscos Fernsehshow auftrat und den Namen Chicas Del Can erhielt. Concepción tourte mit dieser Gruppe, die mit Songs wie La Media Maria, El Africano, El Higuerón und Comején bekannt wurde, u. a. durch die USA, Curacao,  Aruba, Venezuela, Puerto Rico und Kolumbien.
Eine Erkrankung am Guillain-Barré-Syndrom beendete 1985 ihre Arbeit mit diesem Orchester. Nach ihrer Genesung gründete sie das Frauenorchester Belkis Concepcion y su orquesta, mit dem sie im Maunaloa Night Club and Casino debütierte und Tourneen bis nach Afrika, nach Frankreich, Spanien und den Niederlanden unternahm. Nach einer ausgedehnten USA-Tournee ließ sie sich in Puerto Rico nieder.
2004 kehrte Concepción in die Dominikanische Republik zurück und gründete dort wiederum ein neues Frauenorchester. Mit einer Gruppe von dominikanischen Musikerinnen und Musikerinnen aus Barranquilla wirkte sie erfolgreich an der Show Pasion Caribe im kolumbianischen Country Club Del Caribe teil. 2013 gründete sie mit Sanya Estévez, Mayi Vargas und Melissa Espinal die Las Nuevas Chicas.